# Camp de la Perera (l'Estany)

El Camp de la Perera, respecte del terme de l'Estany

El Camp de la Perera és un paratge de camps de conreu del terme municipal de l'Estany, a la comarca del Moianès.
Està situat a la part central del terme municipal, al costat nord-est del Raval del Prat, a ponent de la carretera C-59, al nord de Ca la Pereta i al sud del Camp Gran.